# Derlis Gómez
Derlis Venancio Gómez López (Ypacaraí, 1972. november 2. –) paraguayi válogatott labdarúgó, aki jelenleg a Club 12 de Octubre játékosa.

## Pályafutása
A paraguayi válogatott színeiben részt vett a 2006-os labdarúgó-világbajnokságon.